# Pennland
Le Pennland est un paquebot transatlantique de la compagnie belge Red Star Line. Il est mis en construction en 1913 dans les chantiers Harland & Wolff de Belfast pour le compte de l'American Line, sous le nom de Pittsburgh et fait partie d'une série de plusieurs paquebots comprenant également le Regina qui le précède, ainsi que le Doric et le Laurentic qui le suivent. Sa construction est interrompue par la Première Guerre mondiale et ne reprend qu'en 1920. Il n'est ainsi mis en service qu'en 1922.
À cette époque, l'American Line ayant perdu en importance, le navire est transféré au sein de l'International Mercantile Marine Co. à une compagnie sœur, la White Star Line, qui l'exploite pour profiter des flux migratoires entre l'Allemagne et les États-Unis. Début 1925, le navire n'est plus utile à la compagnie, qui le transfère à la Red Star Line, toujours au sein de l'IMM. Celle-ci lui donne son nom définitif en 1926 et l'exploite sur la ligne d'Anvers à New York jusqu'à la fin de ses activités, en 1935.
Le Pennland est alors vendu à l'homme d'affaires allemand Arnold Bernstein, qui l'utilise sur la même ligne pour le compte de sa compagnie, qui reprend le nom de Red Star Line. Juif vivant en Allemagne nazie, Bernstein est emprisonné en 1937 et ses navires sont saisis, mais le Pennland poursuit son service jusqu'en 1939. Cette année, le navire est transféré à la Holland America Line. Le navire continue ses traversées jusqu'à l'invasion de la Belgique et des Pays-Bas, début 1940. Réquisitionné, il sert alors l'effort de guerre, en transportant notamment des troupes françaises libres pour une expédition à Dakar. Le 25 avril 1941, alors qu'il transporte des troupes en Méditerranée, il est bombardé et coulé par des avions allemands.

## Histoire

### Des débuts bouleversés par la guerre

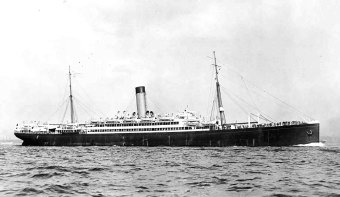
Le Canopic accompagne le Pittsburgh sur la ligne entre l'Allemagne et les États-Unis.

Le Pittsburgh est commandé en 1913 par le trust américain International Mercantile Marine Co. (IMM) aux chantiers Harland & Wolff de Belfast, pour servir l'American Line. Plusieurs autres navires du même type sont prévus pour servir les compagnies de l'IMM, notamment le Regina construit dans le même temps à Glasgow. La quille de ce navire de taille modeste pour l'époque est posée en novembre 1913, mais la construction est de courte durée. Au mois d'août 1914, alors que débute la Première Guerre mondiale, les opérations cessent. Contrairement au Regina, dont la coque est suffisamment avancée pour pouvoir être terminée afin que le navire serve l'effort de guerre, le Pittsburgh est trop loin d'être prêt, et les chantiers préfèrent se concentrer sur des opérations prioritaires.
La construction ne reprend qu'après le conflit et c'est donc le 17 novembre 1920, sept ans après la pose de sa quille, que le Pittsburgh est lancé. Il faut attendre encore plus d'un an pour que le navire soit terminé, au printemps 1922. Si, au moment de son lancement, il est encore destiné à l'American Line, il est finalement mis aux couleurs de la White Star Line, autre compagnie de l'IMM, en prévision de sa mise en service. En 1922, en effet, l'American Line est une compagnie moribonde qui ne doit son existence qu'à sa présence au sein de l'IMM, aussi le navire est-il jugé plus utile au sein d'une flotte de plus grande ampleur. Il est néanmoins, d'un point de vue officiel, propriété de l'International Navigation Company qui englobe sa compagnie d'origine.
Le Pittsbrugh effectue son voyage inaugural le 6 juin 1922 entre Liverpool, Cobh, Philadelphie et Boston aux côtés du Haverford. Sa route se révèle par la suite fluctuante. Ainsi, le 14 novembre suivant, c'est alors qu'il navigue entre New York et Brême qu'il porte secours au navire italien Monte Grappa, sauvant ses 45 membres d'équipage. À partir du 1er décembre 1922, le Pittsburgh est affecté aux côtés du Canopic à la ligne de Brême à New York via Southampton et Halifax. Il s'agit pour la compagnie de profiter au maximum des flux de migrants allemands quittant leur pays pour l'Amérique avant que les États-Unis ne renforcent leur politique de quotas. Ce service est troublé, en avril 1923, par une vague géante qui frappe la passerelle de navigation et blesse tous les membres d'équipage alors présents. En novembre de la même année, alors que l'American Line cesse ses activités sur cette ligne, le terminus allemand est déplacé à Hambourg.

### Changements de mains

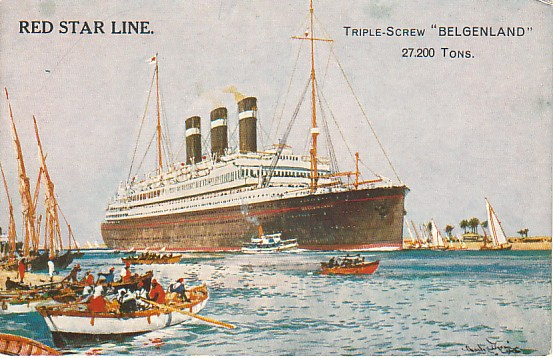
Le Belgenland est l'un des compagnons de route du Pennland au service de la Red Star Line.

À partir du 20 janvier 1925, le Pittsburgh et l'Arabic sont transférés à la Red Star Line, autre compagnie de l'IMM. Il est désormais affecté à la ligne d'Anvers à New York passant par Southampton et Cherbourg, aux côtés du Belgenland et du Lapland. Le 18 février 1926, son nom est modifié en Pennland pour l'adapter à la nomenclature de la compagnie, et son premier voyage sous ce nom débute le 2 avril suivant. La même année, de façon étonnante, la propriété des trois navires de la ligne est transférée au sein de l'IMM de l'International Navigation Company (englobant la Red Star) à la Leyland Line, bien qu'ils soient toujours exploités par la Red Star. Le Regina, également propriété de la Leyland depuis cette époque, rejoint le Pennland sur la ligne en prenant le nom de Westernland, en 1930.
À cette époque, la Grande Dépression touche sévèrement les compagnies maritimes et le Pennland est réaménagé pour transporter des passagers de classe touriste et de troisième classe afin de s'adapter à la clientèle. La situation ne s'améliore pas, cependant, et le 16 novembre 1934, le paquebot effectue sa dernière traversée, juste avant l'effondrement de la compagnie. Les navires sont vendus en janvier 1935 à un homme d'affaires allemand, Arnold Bernstein, qui les maintient sur leur ligne et reprend l'appellation de Red Star Line. Le navire est cependant refondu à Kiel, adapté pour transporter moins de 500 touristes et de nombreuses voitures, puis il reprend son service, sous propriété allemande cette fois, le 10 mai 1935, toujours entre Anvers et New York. Toutefois, l'Allemagne est alors sous domination nazie et Bernstein est Juif. Il est arrêté en 1937 tandis que le pays dispose de ses navires. Un contrat signé l'année précédente demandait cependant que le Pennland et le Westernland, cédés à la Holland America Line, continuent à opérer pour la Red Star jusqu'en 1939, ce qui se produit. Ils sont ensuite récupérés par la compagnie néerlandaise qui les exploite à son tour à partir de juin 1939, sous ses couleurs mais toujours sur la même ligne.

### Seconde Guerre mondiale et naufrage

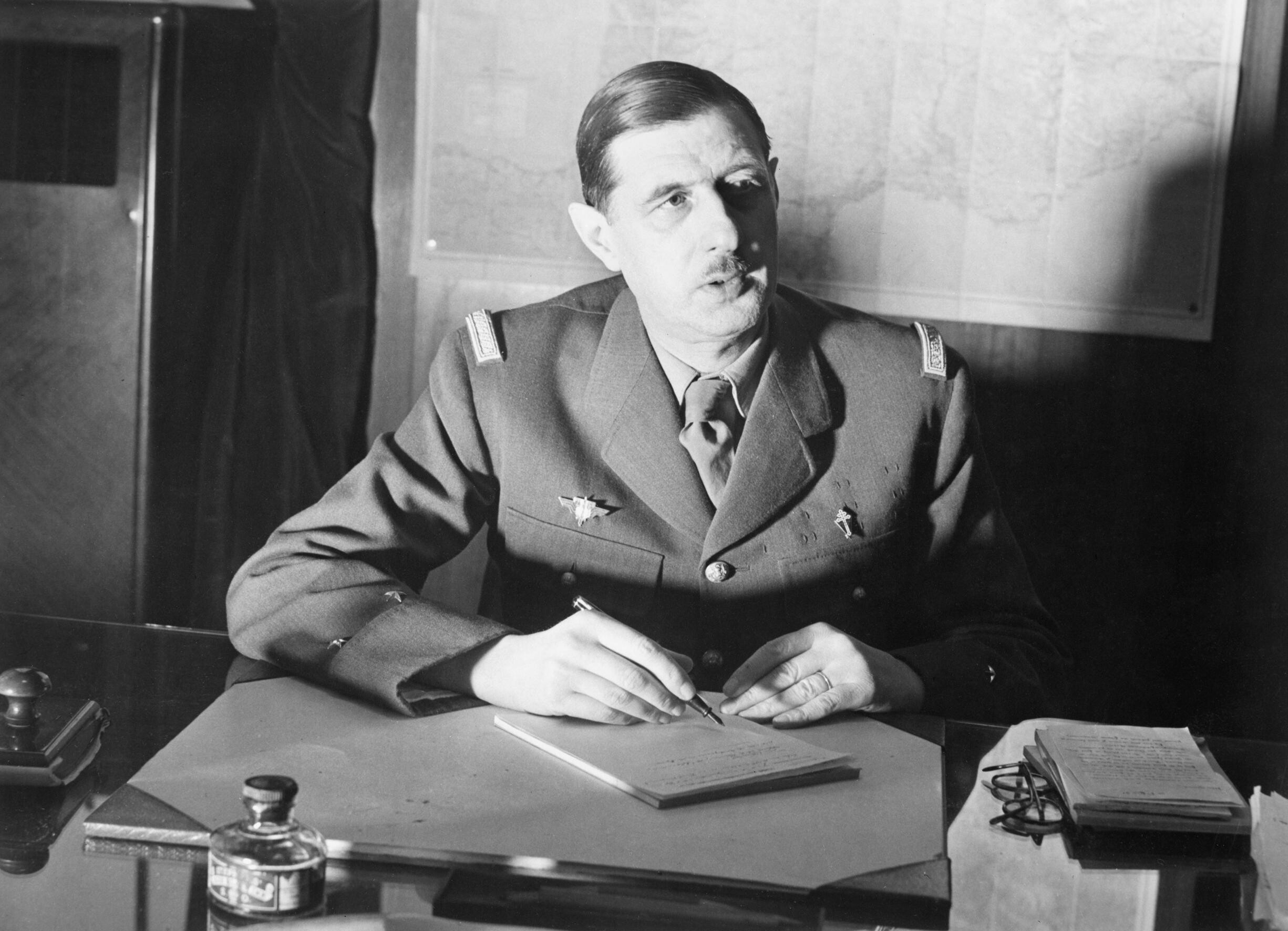
Le général de Gaulle supervise une tentative de débarquement à Dakar depuis le Pennland en juillet 1940.

Le début de la Seconde Guerre mondiale, en septembre 1939, ne modifie pas les conditions de service du Pennland. Les Pays-Bas sont alors neutres et le navire est simplement repeint aux couleurs du pays, une imposante inscription indiquant également sa provenance, afin d'éviter tout torpillage accidentel. Ses dernières traversées se font cependant au printemps 1940, alors que le Benelux est envahi par l'Allemagne. Après une dernière traversée pour New York, le navire est réquisitionné par le ministère britannique chargé des transports de guerre, mais opéré par les néerlandais. Après une attaque menée le 8 juillet pour immobiliser le cuirassé Richelieu, le Pennland est utilisé pour transporter 1 200 hommes des Forces françaises libres et le général de Gaulle en vue d'un débarquement à Dakar. L'opération fait face à une résistance inattendue et les hommes sont finalement débarqués à Douala (le général restant à bord).
Le navire est ensuite chargé de convoyer 640 prisonniers de guerre allemands et italiens en Jamaïque où ils sont internés, puis fait route pour le Canada, d'où il ramène en Angleterre 2 000 soldats. En 1941, il est envoyé en Méditerranée pour transporter des troupes d’Égypte pour assurer la défense d'Athènes face aux forces de l'Axe. Après deux voyages et plusieurs milliers de soldats transportés, le navire reçoit un message alors qu'il est en route pour Alexandrie : la situation se dégradant, il doit participer à l'évacuation des soldats coincés en Grèce. C'est en chemin, le 25 avril 1941, qu'il est attaqué par des avions allemands qui le bombardent à plusieurs reprises : huit bombes en tout le touchent, endommageant son gouvernail et sa coque. L'une, tombée dans la salle des machines, tue quatre mécaniciens. Le Pennland, condamné, est évacué et 251 membres d'équipage et 100 soldats sont récupérés par le HMS Griffin et débarqués en Crète.

## Caractéristiques

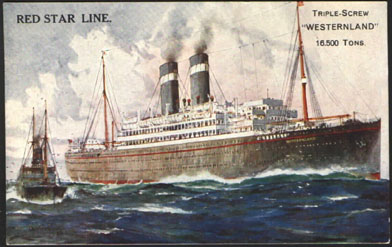
Le Regina est construit sur un modèle quasi similaire au Pittsburgh et le rejoint dans les années 1930 sous le nom de Westernland.

Avec 175,4 mètres sur 20,7 et 16 322 tonneaux de jauge brute, le Pittsburgh est un navire de taille moyenne pour son époque. Il affiche un profil et des caractéristiques très similaires aux autres navires de la série (le Regina, le Doric et le Laurentic), avec ses deux mâts et ses deux cheminées, la cheminée arrière étant factice. Il est également très reconnaissable, au début de sa carrière, à ses gros bossoirs de type Topliss, grandes grues supposées faciliter le chargement des canots de sauvetage. Ils se révèlent se pendant très peu efficaces, ralentissant fortement la mise à l'eau des embarcations et étant à la merci d'une coupure de courant, et sont remplacés par les plus classiques bossoirs Welin utilisés par de nombreux paquebots de l'époque, probablement en 1927.
Le Pittsburgh utilise un type de propulsion classique pour les constructions d'Harland & Wolff durant les années 1910, couplant des machines alternatives à triple expansion, alimentant deux hélices latérales, et une turbine basse pression alimentant l'hélice centrale (en marche avant uniquement) avec une puissance de 12 000 ihp. Le navire devait à l'origine être alimenté au charbon, mais il est réadapté pour fonctionner au mazout avant la fin de sa construction. L'ensemble lui permet d'atteindre une vitesse très médiocre pour l'époque, de 15 nœuds, ce qui le destine avant tout à une clientèle peu fortunée pour qui la vitesse n'est pas l'argument essentiel.
Le navire peut ainsi accueilli au départ 600 passagers de classe cabine et de 1 700 à 2 000 passagers de troisième classe selon les périodes. Les premiers bénéficient d'installations confortables à défaut d'être luxueuses, comprenant salons, fumoir, gymnase et salle de jeux pour enfants, le tout sur les ponts supérieurs, tandis que les seconds logent sur les ponts inférieurs. Au début des années 1930, la classe cabine est réadaptée en classe touriste, appliquant des tarifs moins élevés, et la troisième classe est supprimée en 1935, lorsque le navire est racheté par Arnold Bernstein. Le navire est alors destiné à transporter, en plus de ses passagers, de nombreuses voitures.